# Calathea lasiostachya
Calathea lasiostachya är en strimbladsväxtart som beskrevs av John Donnell Smith. Calathea lasiostachya ingår i släktet Calathea och familjen strimbladsväxter. Inga underarter finns listade.